# Relações Ucrânia-OTAN

OTAN (NATO) a Verde; Ucrânia a Laranja

As relações entre a Ucrânia e a Organização do Tratado do Atlântico Norte (OTAN) começaram em 1992. A Ucrânia solicitou a integração com um Plano de Ação de Adesão à OTAN (MAP) em 2008. Os planos de adesão à OTAN foram arquivados pela Ucrânia após as eleições presidenciais de 2010, nas quais Viktor Yanukovych, que preferiu manter o país não alinhado, foi eleito presidente. Em meio à agitação Euromaidan, Yanukovych fugiu da Ucrânia em fevereiro de 2014. O governo interino de Yatseniuk que chegou ao poder disse inicialmente, com referência ao status não alinhado do país, que não tinha planos de ingressar na OTAN. No entanto, após a invasão militar russa na Ucrânia e as eleições parlamentares em outubro de 2014, o novo governo fez da adesão à OTAN uma prioridade. Em 21 de fevereiro de 2019, a Constituição da Ucrânia foi alterada, as normas sobre o curso estratégico da Ucrânia para a adesão à União Europeia e à OTAN estão consagradas no preâmbulo da Lei Básica, três artigos e disposições transitórias.
No Encontro de junho de 2021 em Bruxelas, os líderes da OTAN reiteraram a decisão tomada no Encontro de Bucareste de 2008 de que a Ucrânia se tornaria membro da Aliança como parte integrante do processo e do direito da Ucrânia de determinar o seu futuro e política externa, é claro sem interferência externa. O secretário-geral da OTAN, Jens Stoltenberg, também enfatizou que a Rússia não poderá vetar a adesão da Ucrânia à OTAN "pois não retornaremos à era das esferas de interesse, quando os grandes países decidirem o que os menores devem fazer".
Antes de novas ações sobre a adesão à OTAN serem tomadas, a Ucrânia foi invadida pela Rússia em 24 de fevereiro de 2022.
Desde a Guerra Russo-Ucraniana e a Anexação da Crimeia, o apoio público à adesão da Ucrânia à OTAN aumentou muito. Desde junho de 2014, pesquisas mostraram que cerca de 50% dos entrevistados apoiavam a adesão da Ucrânia à OTAN.  Cerca de 69% dos ucranianos querem ingressar na Otan, de acordo com uma pesquisa de junho de 2017 da Fundação de Iniciativas Democráticas, em comparação com o apoio de 28% em 2012, quando Yanukovych estava no poder.

## História das relações

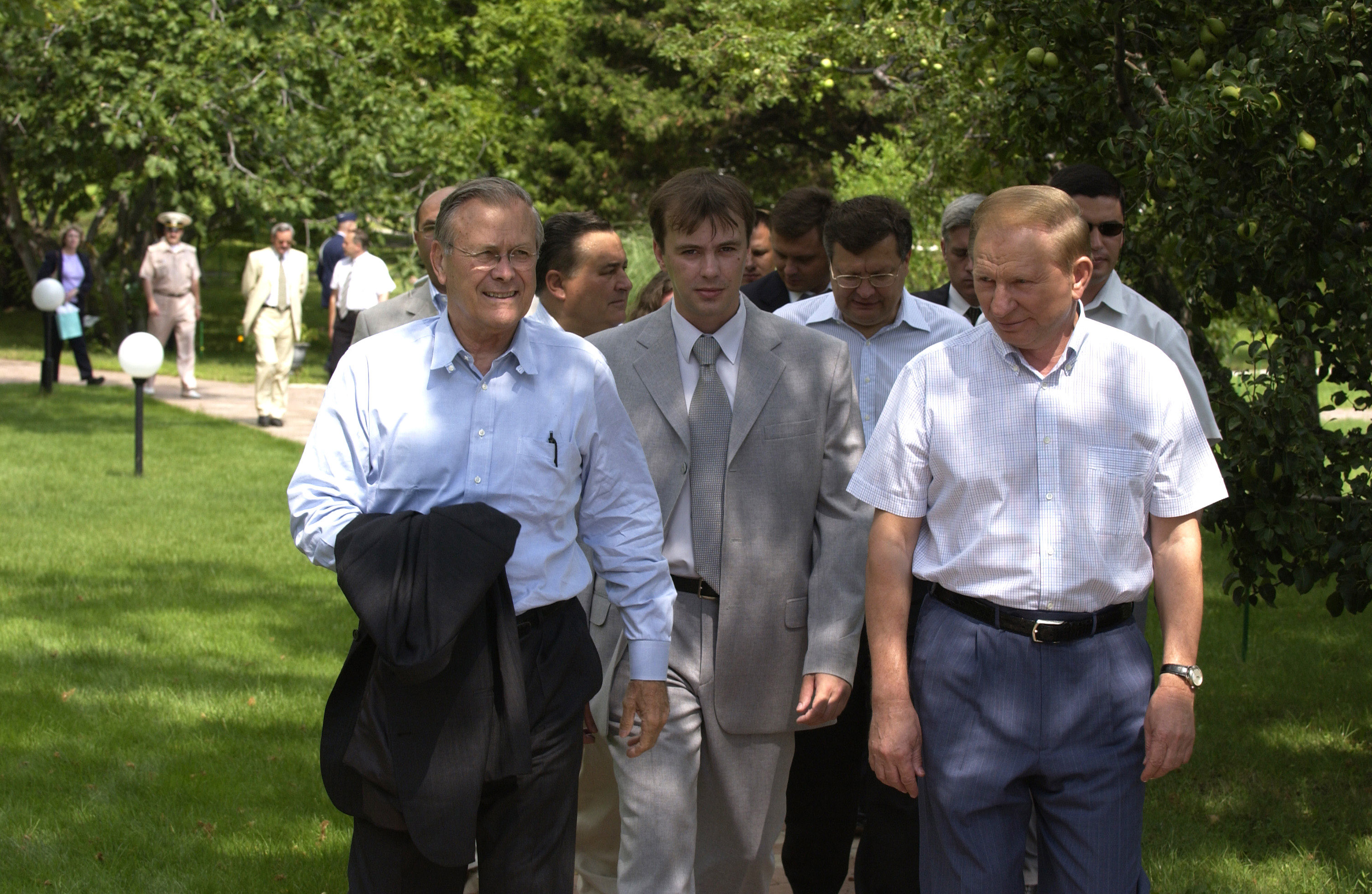
O secretário de Defesa dos EUA, Donald Rumsfeld, e o presidente da Ucrânia, Leonid Kuchma. Partenit, República Autônoma da Crimeia, 13 de agosto de 2004

As relações entre a Ucrânia e a OTAN foram formalmente estabelecidas em 1992, quando a Ucrânia aderiu ao Conselho de Cooperação do Atlântico Norte depois de recuperar sua independência. Em 22 e 23 de fevereiro de 1992, o secretário-geral da OTAN, Manfred Wörner, fez uma visita oficial a Kiev e, em 8 de julho de 1992, Kravchuk visitou a sede da OTAN em Bruxelas.
Alguns anos depois, em fevereiro de 1994, a Ucrânia foi o primeiro país pós-soviético a concluir um acordo-quadro com a OTAN no âmbito da iniciativa da Parceria para a Paz, apoiando a iniciativa dos países da Europa Central e Oriental de aderirem à OTAN.
Leonid Kuchma, que havia chegado à Presidência em julho de 1994, assinou o Memorando de Budapeste em 5 de dezembro. O memorando proibia a Federação Russa, o Reino Unido e os Estados Unidos de ameaçar ou usar força militar ou coerção econômica contra a Ucrânia, "exceto em legítima defesa ou de acordo com a Carta das Nações Unidas". Como resultado de outros acordos e do memorando, entre 1993 e 1996, a Ucrânia desistiu de suas armas nucleares.
No verão de 1995, a OTAN intensificou-se para ajudar a mitigar as consequências do desastre de água potável de Kharkiv . Esta foi a primeira cooperação entre a OTAN e a Ucrânia.
Em 7 de maio de 1997, o Centro de Informação e Documentação oficial da OTAN foi inaugurado em Kiev, com o objetivo de promover a transparência sobre a aliança. Uma pesquisa de opinião pública ucraniana de 6 de maio mostrou 37% a favor da adesão à OTAN, com 28% contra e 34% indecisos.
Em 9 de julho de 1997, foi estabelecida uma Comissão OTAN-Ucrânia.
Em 2002, as relações com o governo dos Estados Unidos e outros países da OTAN se deterioraram depois que uma das gravações feitas durante o Escândalo Cassete revelou uma suposta transferência de um sofisticado sistema de defesa ucraniano para o Iraque de Saddam Hussein.